# اسکادران ۱۳۱ اسرائیل

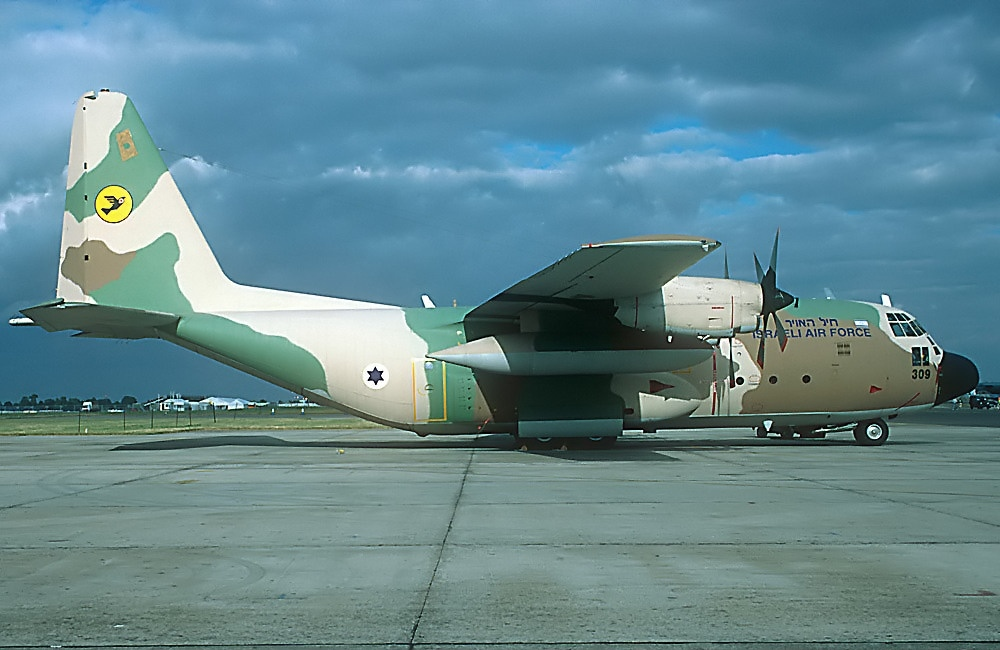
هواپیمای سی-۱۳۰ ئی با نماد اسکادران پرنده زرد روی دم

اسکادران ۱۳۱ اسرائیل (انگلیسی: 131 Squadron) گردان هوایی نیروی هوایی اسرائیل است، که با نام شوالیه‌های پرنده زرد نیز شناخته می‌شود. این یگان یک اسکادران از هواپیماهای ترابری سی-۱۳۰ ئی و کی‌سی-۱۳۰ اچ مستقر در پایگاه هوایی نواتیم است. اسکادران ۱۳۱ در سال ۱۹۷۳ توسط نیروهای دفاعی اسرائیل تأسیس شد و هم‌اکنون در زمینه ارائه خدمات ترابری، جابجایی و تخلیه نیرو فعالیت می‌کند.

## تاریخچه
این اسکادران در طول جنگ یوم کیپور، در ۱۴ اکتبر ۱۹۷۳ در پایگاه هوایی لود، پس از دریافت ۱۲ فروند هواپیمای سی-۱۳۰ هرکولس که از نیروی هوایی آمریکا خارج شده و به عنوان کمک نظامی به نیروی هوایی اسرائیل تحویل داده شده بودند، تأسیس شد. ۱۲ هواپیمای مذکور به دو "هرکولس" که قبل از جنگ توسط اسکادران ۱۲۰ ("اسکادران بین‌المللی") نیروی هوایی اداره می‌شدند، پیوستند. اولین فرمانده این اسکادران سرهنگ دوم دیوید پورات بود. هرکولس‌ها بلافاصله وارد دایره نبرد شدند. در مرحله اول، آنها یک "قطار هوایی" برای انتقال نفربرهای زرهی به منطقه سینا انجام دادند. این پرواز در شب ۱۵ اکتبر آغاز شد و صبح ۱۶ اکتبر به پایان رسید. تیم‌ها در مدت زمان کوتاهی ۲۶ سورتی پرواز حمل و نقل پرسنل و تجهیزات و تخلیه تلفات انجام دادند.
در ۲۵ نوامبر ۱۹۷۵، طی یک تمرین همکاری با نیروی پیاده‌نظام، هواپیمای هرکولس شماره ۲۰۳ با یک نفربر زرهی، ۱۱ جنگنده و ۹ خدمه به قله جبل هلال در سینا برخورد کرد. تمام مسافران و خدمه آن جان باختند.
در ژوئیه ۱۹۷۶، چهار هواپیمای هرکولس از این اسکادران در عملیات انتبه شرکت کردند. این هواپیما توسط فرمانده اسکادران، سرهنگ دوم یهوشوا شانی، هدایت می‌شد. از سال ۱۹۸۲، این اسکادران در عملیات مخفی تخلیه یهودیان اتیوپی از سودان شرکت کرد.
به دلیل زلزله‌ای که در ۷ دسامبر ۱۹۸۸ در ارمنستان رخ داد، دولت اسرائیل تصمیم گرفت کمک‌های بشردوستانه به قربانیان زلزله ارائه دهد. دو اسکادران هرکولس برای کمک به تحویل تیم‌های نجات و پزشکی به پرواز درآمدند. در ۱۶ آوریل ۱۹۹۱، یک فروند هرکولس به همراه یک تیم مشترک از اسکادران ۱۳۱ و اسکادران ۱۰۳ ("اسکادران فیل") به دیاربکر ترکیه پرواز کرد و محموله‌ای شامل تجهیزات پزشکی برای پناهندگان کرد را در هواپیما حمل کردند.
در ۲۴ و ۲۵ مه ۱۹۹۱، این اسکادران در عملیات سلیمان برای آوردن یهودیان اتیوپیایی به اسرائیل شرکت کرد. در طول این عملیات که اسکادران‌های حمل و نقل سنگین ارتش اسرائیل و شرکت هواپیمایی ملی «ال عال» در آن شرکت داشتند، تقریباً ۱۴۵۰۰ مهاجر به اسرائیل آورده شدند. در ۹ سورتی پرواز انجام شده توسط این اسکادران، ۱۴۸۲ مهاجر آورده شدند. یکی از هرکولس‌ها این اسکادران به دلیل نقص فنی که در اولین تلاش برای برخاستن رخ داد، مجبور شد تنها با سه موتور از میدان آدیس آبابا بلند شود.
یکی دیگر از عملیات بشردوستانه‌ای که این اسکادران در آن شرکت داشت، ارسال کمک‌های پزشکی و غذا به پناهندگان در مرز رواندا و زئیر، بین ۲۴ ژوئیه و ۲ سپتامبر ۱۹۹۴، پس از نسل‌کشی رواندا توسط هوتوها علیه توتسی‌ها در رواندا بود. به عنوان بخشی از این عملیات، اسکادران‌ ۱۳۱ تعداد ۱۶ سورتی پرواز انجام دادند که طی آن ۱۶۰ تن بار حمل شد.
در ۲۵ اوت ۲۰۰۸، این اسکادران به پایگاه هوایی نواتیم در نقب منتقل شد. در ۱۸ ژوئیه ۲۰۱۲، اسکادران ۱۳۱ برای نجات مجروحان اسرائیلی پس از حمله در بورگاس، بلغارستان، به پرواز درآمد.
در اوت ۲۰۱۳، این اسکادران خدمه پرواز و هواپیماهای اسکادران فیل را، پس از لغو موقت آن، دریافت کرد.
در سال ۲۰۱۵، ارتش اسرائیل، با همکاری صنایع هوافضای اسرائیل، ارتقاء هواپیمای «هرکولس» را به مدل بهبود یافته «راینوسروس اوییشن» آغاز کرد. این بهبود شامل کابین خلبان جدید، نصب موتورهای بهبود یافته، سیستم‌های فرماندهی و کنترل پیشرفته و نمایشگر کلاه ایمنی ویژه است، سیستم‌های دارای قابلیت‌های ویژه ارتقا یافته و سایر سیستم‌ها از جمله سیستم ناوبری و خلبان خودکار جایگزین شده‌اند.
در جریان حملات آوریل ۲۰۲۴ ایران علیه اسرائیل، یک فروند هرکولس سی-۱۳۰ از این اسکادران در حالی که در آشیانه پارک شده بود، آسیب دید.